# Guo Moruo

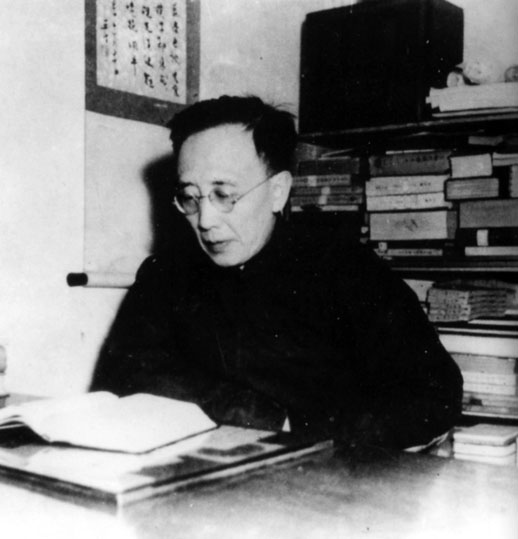
Guo Moruo, 1941

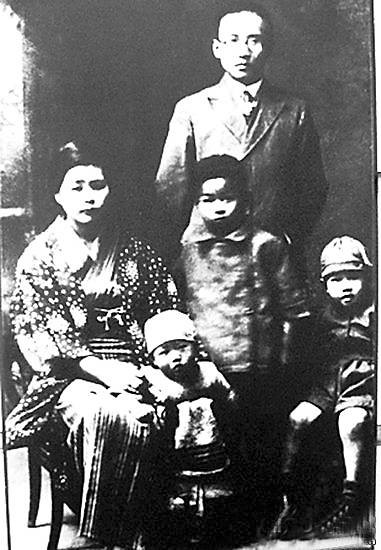
Guo Muoruo mit Sato Otomi alias Tomiko (1893–1994) und Kindern

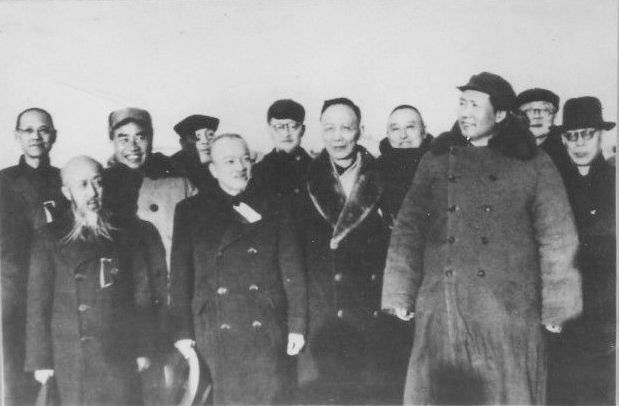
Führende KPCh Kader in Beijing 1949 (Guo Moruo steht links neben Mao Zedong in der ersten Reihe)

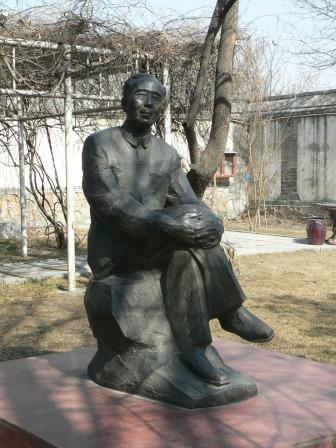
Statue von Guo Moruo im Shichahai-Park (Beijing)

Guo Moruo (chinesisch 郭沫若, Pinyin Guō Mòruò; * November 1892 unter dem Namen Guo Kaizhen 郭開貞 / 郭开贞,  Guō Kāizhēn im Kreis Leshan, Provinz Sichuan; † 12. Juni 1978 in Peking) war chinesischer Schriftsteller, Archäologe, und Politiker.

## Leben
Als Sohn eines Kaufmannes und Großgrundbesitzers wurde Guo Moruo zunächst eine klassische Ausbildung zuteil, von 1906 bis 1913 an vier verschiedenen Schulen. Eine ihm von seinen Eltern auferlegte Ehe wurde mit sofortiger Wirkung wieder aufgelöst.
Daran anschließend begab er sich 1914 für ein Medizinstudium nach Japan und erhielt im Jahre 1923 einen Abschluss der Kaiserlichen Kyushu-Universität, übte einen Beruf als Mediziner jedoch niemals aus.
Nachdem er sich in dieser Zeit ebenfalls Kenntnisse der englischen, deutschen, sowie lateinischen Sprache angeeignet hatte, begann sein Wirken im literarischen Bereich 1917 zunächst mit der Übersetzung von Gedichten; 1919 schloss sich eine erste eigene Erzählung an.
Mit der Publikation seines Gedichtbandes Göttinnen gelang ihm 1921 der Durchbruch als Lyriker. Auch hatte er sich der literarischen Gesellschaft Schöpfung angeschlossen und nutzte dieses Forum, um seine Arbeiten vorzustellen.
Bedingt durch seine familiären Wurzeln begann er erst 1924, sich mit politischen Theorien wie dem Marxismus auseinanderzusetzen, und wurde mit der Teilnahme am Nordfeldzug 1926 und dem Nanchang-Aufstand 1927 schließlich auch in diesem Bereich aktiv, um sich nach dem Scheitern für die nächsten zehn Jahre wieder nach Japan zurückzuziehen.
Mit dem Ausbruch des Krieges 1937 zur Rückkehr nach China gezwungen, organisierte er über die Widerstandsgesellschaft der Kunst- und Literaturschaffenden und eine Stellung als Leiter der Propagandaabteilung die Abwehr des japanischen Angriffs mit. Mit dem Auseinanderbrechen der Einheitsfront zwischen Guomindang und Kommunisten verlor er 1940 jedoch diesen Posten, erhielt aber einen, der in Bezug auf seine literarische Arbeit günstiger war.
Infolge der Streitigkeiten zwischen Kommunisten und der Regierung und der damit verbundenen Repressionen nach Kriegsende, sah sich Guo Moruo 1947 zur Flucht nach Hongkong gezwungen, schloss sich aber schon ein Jahr später im Bürgerkrieg den kommunistischen Kampfverbänden an.
Mit Gründung der Volksrepublik China 1949 wurde er sofort in die Ämter des stellvertretenden Ministerpräsidenten sowie des Vorsitzenden des Kultur- und Erziehungsrates erhoben, kurze Zeit später zum Präsidenten der Akademie der Wissenschaften, sowie vorab und für den Rest seines Lebens in das des Vorsitzenden des chinesischen Schriftstellerverbandes.
Zu weiteren wichtigen Posten, die er bekleidete, gehörten:
- 1950 – der Vorsitz der chinesischen Sektion des Weltfriedensrates,
- 1954 – der stellvertretende Vorsitz des Nationalen Volkskongresses,
- 1955 – der stellvertretende Vorsitz des Weltfriedensrates,
- 1958 – die Präsidentschaft der neu gegründeten Wissenschaftlich-Technischen Universität in Peking,
- 1969 – die Mitgliedschaft im Zentralkomitee der Kommunistischen Partei Chinas.

Im Rahmen dieser Tätigkeiten begleitete er eine große Zahl von Delegationen ins Ausland.
Zu Beginn der Kulturrevolution 1966 wurde Guo Moruo zunächst verfolgt. Um sein Gesicht zu wahren, erklärte er in einer öffentlichen Selbstkritik seine früheren Werke als Irrtümer, die zu verbrennen seien. Daraufhin pries er in Gedichten Maos Gattin Jiang Qing und die Kulturrevolution und denunzierte auch frühere Freunde und Kollegen als Konterrevolutionäre. Dies genügte jedoch nicht, um seine Familie zu schützen. Zwei seiner Söhne, Guo Minying und Guo Shiying, starben 1967 und 1968, offiziell durch Selbstmord.
Seine Loyalität zu Mao half ihm, die Kulturrevolution zu überleben und beim 9. Partei im April 1969 ein Parteilob zu erhalten. Zu Beginn der 1970er Jahre hatte er seinen Einfluss größtenteils zurückgewonnen und wurde reichlich mit Privilegien beschenkt.
Aus einer zweiten Ehe – von 1916 bis zum Ausbruch des Krieges 1937 – mit der japanischen Krankenschwester Tomiko Sato (jap. 佐藤 富子 Satō Tomiko, geboren als Otomi Sato 佐藤 をとみ Satō Otomi aka chin. Anna Guo 郭安娜 Guō Ānnà) gingen fünf Kinder hervor; aus einer dritten, mit Yu Liqun (于立群 Yú Lìqún), vier weitere.

## Preise und Auszeichnungen
- 1951: Stalin-Friedenspreis

## Bibliographie

### Fiktion
- Göttinnen (《女神》, Nǚshén), 1921 – Gedichtsammlung
- Sternenhimmel (《星空》, Xīngkōng), 1923 – Gedichtsammlung
- Die Olive, 1926 – Autobiographische Erzählungen
- Abgefallene Blätter, 1926 – Briefroman
- Turm, 1926 – Erzählungen
- Drei rebellische Frauen, 1926 – Drama
- Die Vase, 1927 – Gedichtsammlung
- Untersuchungen zur Geschichte des alten Chinas, 1930
- Die schwarze Katze, 1930 – Autobiographie
- Qu Yuan (《屈原》, Qū Yuán), 1942 – Drama
- Lied der Wellen, 1948 – Autobiographie
- Zikaden, 1948 – Gedichte
- Hundert Blumen blühen (《百花齊放》, Bǎihuā Qífàng), 1957 – Gedichte
- Cai Wenji (《蔡文姬》, Cài Wénjī), 1959 – Drama

### Übersetzungen
- Goethe: Die Leiden des jungen Werthers (《少年維特之煩惱》, Shàonián Wéitè zhī Fánnǎo), 1922
- Goethe: Faust I. Teil (《浮士德》, Fúshìdé), 1928
- Goethe: Faust II. Teil (《浮士德》, Fúshìdé), 1953
- Schiller: Wallenstein, 1926
- Nietzsche: Also sprach Zarathustra (《查拉圖斯特拉如是說》, Zhālātúsītèlā Rúshì Shuō), 1928
- Marx: Kritik der Politischen Ökonomie, 1931
- Tolstoi: Krieg und Frieden (《戰爭與和平》, Zhànzhēng yǔ Hépíng), 1931